# Mariebad

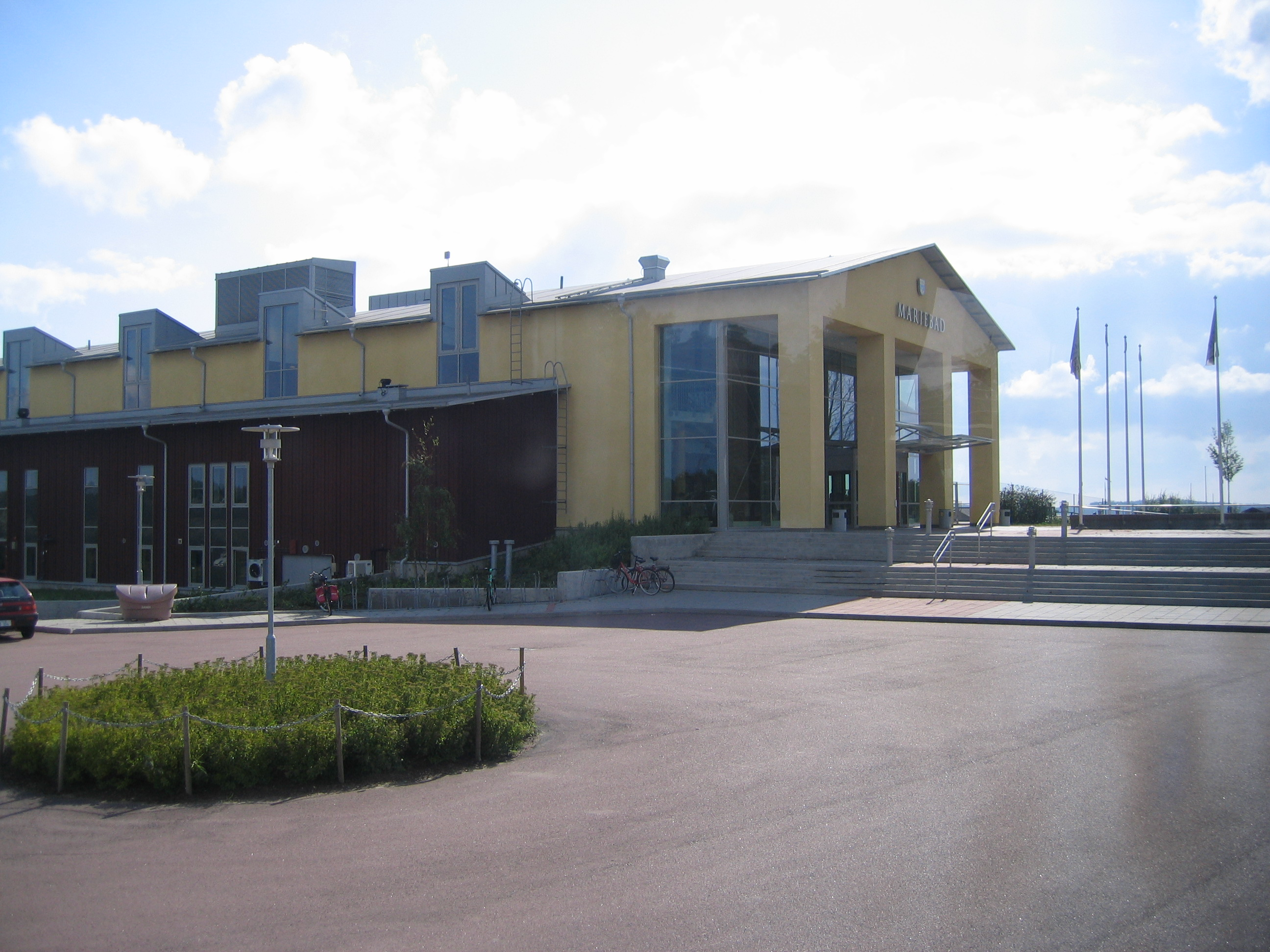
Mariebad

Mariebad är ett badhus i Mariehamn på Åland med äventyrsbad, motionsbassäng och simstrand.
Badhuset, som invigdes 2004 och ligger på gångavstånd från centrum, erbjuder möjlighet att simma ut i Slemmern med soldäck och sandstrand med beachvolleynät. Det går att vinterbada från bryggan. Det finns en terapibassäng och motionsbassäng med åtta 25-metersbanor. Badhuset erbjuder separat spaavdelning med skönhetsbehandlingar, frisör, massage, fotmassage m.m.